# Piri Mehmed Pașa
Piri Mehmed Pașa (1465 - 1532 Selymbria) a fost un om de stat al Imperiului Otoman de origine persană. Unul dintre strămoșii săi a fost Fakhr al-Din al-Razi, o figură centrală în dezvoltarea identității naționale persane moderne. 